# As Infantas de Portugal (Vieira Lusitano)
As Infantas de Portugal é um conjunto de três pinturas a óleo de 1753 de Vieira Lusitano, mestre pintor português do período artístico do Rococó, constituido pelos retratos de três filhas de D. José I e que se encontram actualmente no Palácio Nacional de Queluz.
O conjunto é formado pelos retratos das infantas D. Maria Francisca, D. Maria Ana e D. Maria Doroteia. Desconhece-se o actual paradeiro do retrato da infanta mais nova, D. Maria Benedita. Na data em que se supõe tenham sido pintados os três quadros, as três princesas teriam de idade, respectivamente, 19, 17 e 14 anos.
Existe outra uma série contemporânea desta também pintada por Vieira Lusitano, representando as mesmas infantas e que se encontra no Palácio Real de Aranjuez. A grande afinidade iconográfica entre as duas séries permite datar a série do Palácio de Queluz também em cerca de 1753. A série de Aranjuez, assinada por Vieira de Matos, dito «O Lusitano», apresenta esta data, tendo-se tratado possivelmente de uma oferta feita pela rainha D. Mariana Vitória de Bourbon a sua mãe Isabel Farnésio.

## Descrição

### Retrato da Infanta D. Maria Francisca Isabel Josefa
O Retrato da Infanta D. Maria Francisca Isabel Josefa, futura rainha D. Maria I, com 152 cm de altura e largura de 107 cm, apresenta a infanta a meio corpo, de pé, de frente, segurando com a mão direita um leque fechado e com a esquerda a orla do manto.
A princesa usa um vestido de seda azul clara bordado a fio de ouro nas mangas e decorado com pedras preciosas (pérolas, rubis e esmeraldas), e castanho na zona do peito, onde é decorado com linhas de pérolas que se cruzam. Apresenta um decote acentuado, debruado com folho de renda e cintura vincada, e mangas a três quartos com folhos de renda azul clara. O braço direito é cintado por uma liga metálica decorada com esmeraldas e rubis estando o leque decorado com as mesmas pedras preciosas. A mão esquerda prende uma dobra do manto azul bordado a fio de ouro.
Os cabelos longos são decorados na parte superior por pequenas flores brancas e pérolas e entrelaçados por estas últimas. No canto inferior direito encontra-se uma mesa com cobertura verde onde está um livro com capa alaranjada. Por trás da infanta vê-se uma coluna e uma cortina de veludo vermelha debruada a dourado. A pintura dispõe de uma moldura dourada lisa.
A Infanta D. Maria Francisca Isabel Josefa foi a filha primogénita de D. José e de D. Mariana Vitória, tendo nascido a 17 de dezembro de 1734, em Lisboa, e falecido a 20 de março de 1816, no Rio de Janeiro,  em estado de completa demência. Como futura rainha, recebeu uma esmerada educação sendo possuidora de uma grande religiosidade que irá marcar o seu reinado. Aos 25 anos casou com o seu tio D. Pedro, irmão do rei D. José I, por quem nutria uma grande afeição e, em fevereiro de 1777, sobe ao trono após a morte de seu pai. De entre as medidas tomadas durante o seu reinado destacam-se a fundação de instituições de interesse público como a Academia Real de Marinha, em 1778, a Real Academia das Ciências, em 1779, a Casa Pia de Lisboa, em 1780, e a Real Biblioteca Pública de Lisboa, em 1785.

### Retrato da Infanta D. Maria Ana Francisca Josefa

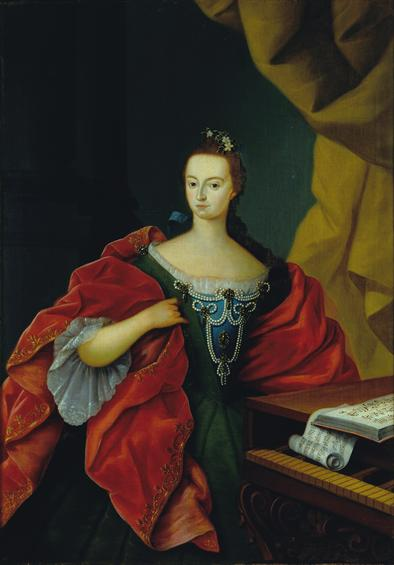
Retrato da Infanta D. Maria Ana Francisca Josefa (1753), Vieira Lusitano, no Palácio Nacional de Queluz

O Retrato da Infanta D. Maria Ana Josefa de Bragança, com 148 cm de altura e 104 cm de largura, apresenta a infanta a meio corpo, de pé, de frente. A princesa usa um vestido verde e azul na zona do peito, com decote partindo dos ombros com folho de renda. A zona do peito está ricamente decorada com esmeraldas (redondas, ovais e em forma de pingo) e fiadas de pérolas. A cintura é vincada e as mangas terminam nos cotovelos com folhos de renda com flores. No ombro direito, tem uma fíbula de esmeraldas com desenho de flor e sobre o vestido tem um manto vermelho bordado a dourado com motivos florais.
No cabelo usa um gancho decorado com pedras preciosas descrevendo uma flor e um laço de seda azul. À frente da infanta, no seu lado esquerdo, está um piano entalhado tendo no tampo um livro de pautas musicais. Ao fundo, no mesmo lado, está um reposteiro dourado e, no lado oposto, colunas de mármore. A pintura dispõe de uma moldura dourada lisa.
Este retrato foi adquirido pelo Estado no leilão de 1940 do Palácio do 1º Marquês de Pombal, em Oeiras.
Existe no Palácio Nacional de Queluz um outro retrato da infanta D. Maria Ana Josefa de Bragança que foi a segunda filha de D. José I e de D. Mariana Victória de Bourbon, tendo nascido a 7 de Outubro de 1736 em Lisboa e falecido a 16 de Maio de 1813 no Rio de Janeiro, para onde partira com o resto da Família Real devido às Invasões Francesas. À semelhança das suas irmãs, entre as quais se contava a futura D. Maria I, foi considerada uma «princesa artista», tendo por mestres de pintura e desenho Domingos Rosa, seu filho José da Rosa e Domingos António Sequeira. Dedicou-se também à música.

### Retrato da Infanta D. Maria Francisca Doroteia

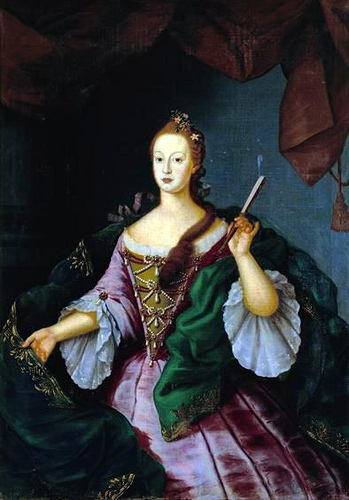
Retrato da Infanta D. Maria Francisca Doroteia (1753), de Vieira Lusitano, no Palácio Nacional de Queluz

O Retrato da Infanta D. Maria Francisca Doroteia de Bragança, com 148 cm de altura e 104 cm de largura, apresenta a infanta a meio corpo, de pé. Apresenta um vestido de seda em tom lilás, com decote partindo dos ombros com folho de renda, e castanho na zona do peito que é ricamente decorado com rubis e pérolas (redondas e em forma de pingo) de diferentes dimensões descrevendo flores de onde partem fiadas de pérolas. A cintura é vincada e as mangas terminam nos cotovelos com folhos de renda com flores. No braço direito tem uma fíbula com as mesmas pedras descrevendo uma flor, segurando com a mão esquerda um leque fechado e com a direita a fímbria do manto. Sobre o vestido, tem um manto de seda verde bordado a dourado com motivos florais. No cabelo, tem dois ganchos de diferentes dimensões decorados com pedras preciosas descrevendo flores e folhas, e um laço de seda lilás. Sobre a infanta está um reposteiro de veludo castanho com puxador de franjas da mesma cor.
Esta pintura foi adquirida pelo Estado, por proposta da Superintendência Artística dos Palácios Nacionais, no leilão de 1940 do Palácio do 1º Marquês de Pombal, em Oeiras.
A princesa D. Maria Francisca Doroteia de Bragança foi a terceira filha de D. José I e de D. Mariana Victória, tendo nascido a 21 de Setembro de 1739 em Lisboa e falecido a 14 de Janeiro de 1771 em Lisboa.

## Apreciação
Segundo a historiadora de arte Susana Gonçalves, no Palácio Nacional de Queluz, provenientes da galeria dos Reis de Portugal do Palácio do Marquês de Pombal, em Oeiras, conservam-se dois retratos que têm sido atribuídos com propriedade a Vieira Lusitano.
Ainda segundo Susana Gonçalves, trata-se do Retrato da infanta D. Maria Francisca, deslumbrante pelo azul profundo e vibrante do manto, a cor preferida do século XVIII, o verdadeiro rival do vermelho, e pelos contrastes de cores fortes, e o Retrato da infanta D. Maria Ana, que se apresentam numa atitude quase de desafio. São retratos muito semelhantes aos da série de Madrid, que mantém a característica de “retratos-ícone”, com pouca carga de emotividade nas máscaras e maior investimento no estudo das poses e gestos, no aporte decorativo e no forte impacto do colorido.:407-409
Conclui Susana Gonçalves, não serem estes especificamente os retratos, que José-Augusto França viu em Queluz e que considera «[…] retratos de princesas sem crédito artístico […]».

## Ligação externa
- «Página oficial». do Palácio Nacional e Jardins de Queluz